# NASDAQ
NASDAQ (akronym z National Association of Securities Dealers Automated Quotations) je největší ryze elektronický burzovní trh ve Spojených státech amerických s více než 3 900 kótovanými společnostmi z 39 zemí celého světa.[zdroj⁠?!] Na tomto trhu lze obchodovat akcie, opce a futures kontrakty.
Byla založena roku 1971 americkou Asociací národních obchodníků s cennými papíry. Nyní[kdy?] je NASDAQ vlastněn společností NASDAQ OMX Group. Hlavní ústředí NASDAQ OMX Group jsou v New Yorku a ve švédském hlavním městě Stockholmu.
NASDAQ je druhá největší burza v USA a zároveň na světě, měřeno dle tržní kapitalizace kótovaných akciových společností.[zdroj⁠?!]
Specializací NASDAQ je zejména obchodování s akciemi:
- IT firem (například Apple, Google, Microsoft, Yahoo!, Oracle Corporation, Intel, Cisco Systems, Facebook),
- biotechnologických firem,
- největších papírenských společností.

## Indexy NASDAQ
Na NASDAQ jsou kotovány akcie nejen high-tech společností, proto vznikl celý systém indexů, z nichž každý odráží situaci v odpovídajícím odvětví ekonomiky. Nyní existuje třináct takových indexů, které jsou založeny na kotacích cenných papírů obchodovaných v elektronickém systému NASDAQ.

### Nasdaq Composite
Index Nasdaq Composite zahrnuje akcie všech společností kotovaných na burze NASDAQ (celkem víc než 5 000). Tržní hodnota se vypočítává takto: celkový počet akcií společnosti krát aktuální tržní hodnota jedné akcie.

### Nasdaq-100
Do Nasdaq-100 jsou zahrnuty 100 největších společností dle kapitalizace, jejichž akcie jsou obchodovány na burze NASDAQ. Do Indexu nejsou zahrnuty společnosti ve finančním sektoru. Dle stavu k roku 2021 technologické společnosti tvoří 57 % z indexu Nasdaq-100. Na burze Nasdaq fond s tickerem QQQ s vysokou přesností odráží dynamiku Nasdaq-100.
Přestože se index Nasdaq 100 skládá ze 100 společností, je v něm obsaženo celkem 101 akcií, protože společnost Alphabet Inc. vydala dva druhy akcií (GOOG a GOOGL).

### Další indexy NASDAQ
- NASDAQ Bank Index — pro společnosti v bankovním sektoru
- NASDAQ Biotechnology Index — pro zdravotnické a farmaceutické společnosti
- NASDAQ Computer Index — pro společnosti vyvíjející softwarové a hardwarové zabezpečení pro počítače
- NASDAQ Financial Index — pro společnosti ve finančním sektoru, kromě bank a pojišťoven
- NASDAQ Industrial Index — pro průmyslové společnosti
- NASDAQ Insurance Index — pro pojišťovny
- NASDAQ Telecommunications Index — pro telekomunikační společnosti.